# Тамара Шакірова
Тамара Халімівна Шакірова (рос. Шакирова Тамара Халимовна), 26 листопада 1955; Ташкент, Узбецька РСР—22 лютого 2012; Ташкент, Узбекистан) — узбецька радянська акторка, заслужена артистка Узбецької РСР.

## Біографія
Тамара Шакірова народилася 26 листопада 1955 року в місті Ташкент, Узбецька РСР. 
У фільмах почала зніматися в 14 років, починаючи з початку 1970 року. Свою першу роль Шакірова виконала в фільмі «Сліпий дощ» 1970 року режисера Анатолія Кабулова. Після цього багато знімалася, в таких фільмах як «Це було в Коканді», «Вогняні дороги», «Семург». 
Починає працювати з 1973 року на кіностудії «Узбекфільм». Після цього закінчила заочне відділення акторського факультету Ташкентського театрально-художнього універститету ім. А. Островського, де навчалася з 1974 по 1976, рік. 
Була одружена з Отабеком Хатамовичом Ганієвим, онуком режисера Набі Ганієва. У шлюбі народила двох дочок: Райхон 1978 року і Насіба 1984 року. 
Померла Тамара Шакірова 22 лютого 2012 року від раку в місті Ташкент, Узбекистан.

## Фільмографія
- «Без страху» (1971, Гульсара)
- «Короткі зустрічі на довгій війні» (1975, Гульшод)
- «Сьомий джин» (1976, принцеса Фіруза)
- «Вище лише хмари» (1976, Наргіз)
- «Вогняні дороги» (1977—1984)
- «Повітряні пішоходи» (1979)
- «Сіре дихання дракона» (1979)
- «Сьома п'ятниця» (1980, Азіза)
- «На перевалі не стріляти!» (1983)
- «Вкрали нареченого» (1985, Нігяр)
- «Халіма» (1991)